# Essex's Rebellion
Essex's Rebellion var ett uppror som ägde rum i England 1601. 
Upproret leddes av Robert Devereux, 2:e earl av Essex. Det utlöstes av Essexs karriärsmässiga motgångar vid hovet och hans rivalitet med Robert Cecil, 1:e earl av Salisbury, och målet var att tvinga Elisabet I av England att avskeda Robert Cecil och gynna Essex karriär. Essex ledde en armé till London. Upproret ledde till att Essex arresterades och avrättades. 